# Swainsona rostellata
Swainsona rostellata là một loài thực vật có hoa trong họ Đậu. Loài này được A.T.Lee miêu tả khoa học đầu tiên.